# Bandeiras dos Estados Confederados da América

A bandeira "confederada" de hoje é, na verdade, uma versão retangular da bandeira de batalha da Confederação.

Os Estados Confederados da América usaram várias bandeiras durante sua existência, de 1861 a 1865. Após o fim da Guerra Civil, essas bandeiras foram proibidas durante o período de Reconstrução, mas o uso pessoal e oficial de bandeiras baseadas nas da Confederação continuou, não sem controvérsia. A bandeira do Mississippi, de 7 de fevereiro de 1894 a 2 de setembro de 2020, foi amplamente inspirada nos desenhos das bandeiras confederadas, e as do Arkansas e do Alabama lembram alguns de seus detalhes.

## Bandeiras nacionais

O Stars and Bars de sete estrelas (março a maio de 1861).
O Stars and Bars de nove estrelas (maio-julho de 1861).
O Stars and Bars de onze estrelas (julho a novembro de 1861).
O Stars and Bars com treze estrelas (novembro de 1861-1863).
The Stainless Banner (1863-1865).
The Blood-Stained Banner (1865).

### Primeira bandeira nacional (Stars and Bars)
O Stars and Bars (Estrelas e Barras) foi o emblema oficial da Confederação de 5 de março de 1861 a maio de 1863. Diferentes variantes apareceram sucessivamente com sete, nove, onze e depois treze estrelas para refletir o número de estados que aderiram à Confederação. Diz-se que as três listras foram inspiradas na bandeira Babenberg da Áustria, da qual a família do designer Nicola Marschall era originária. Como havia o risco de ser confundida com a bandeira do Norte nos campos de batalha, ela raramente era usada e foi finalmente substituída em 1863 por uma bandeira com o "Cruzeiro do Sul" da bandeira de batalha confederada.

### Segunda bandeira nacional (The Stainless Banner)
A Stainless Banner foi a segunda bandeira confederada, adotada oficialmente em 1º de maio de 1863. Ela simboliza a resistência à agressão e à tirania do Norte.
Também é conhecida como a "Bandeira de Stonewall' Jackson", porque foi inaugurada cobrindo o caixão do general confederado Thomas "Stonewall" Jackson.

### Terceira bandeira confederada
Essa terceira bandeira foi usada a partir de 4 de março de 1865, pouco antes da queda da Confederação. A adição de uma barra vertical vermelha à direita da bandeira facilitou a distinção do branco da bandeira e evitou que ela fosse confundida com a bandeira branca de rendição.

## Outras bandeiras

Bonnie Blue Flag (1861, não-oficial).
Bandeira de guerra (1861-1865).
Jaque (1861-1863).
Jaque (1863-1865).

### Bandeira Bonnie Blue
Originária do República da Flórida Ocidental, a Bonnie Blue Flag foi a primeira bandeira confederada a simbolizar o Sul, unido sob a mesma estrela única no início de 1861. No entanto, ela nunca se tornou uma bandeira oficial.
O estado do Mississippi a utilizou como bandeira oficial por um tempo e também serviu de inspiração para a bandeira da República do Texas e para a atual bandeira do estado do Texas, e também para a da Califórnia.
Em 1861, um imigrante irlandês, Harry McCarthy, escreveu uma canção muito popular chamada The Bonnie Blue Flag.

### Bandeira de guerra
A bandeira de guerra da Confederação era originalmente quadrada. Ela foi usada de novembro de 1861 até a queda da Confederação em 1865.
Foi o General P. G. T. Beauregard que popularizou o uso dessa bandeira, originalmente do Exército da Virgínia do Norte, no campo de batalha.

### Bandeiras de jaque
A primeira bandeira de jaque da Confederação mostra um círculo de sete estrelas brancas em um fundo azul. Ela foi usada de 1861 a 1863.
Também conhecida como "Southern Cross" ("Cruzeiro do Sul"), a segunda é retangular e foi usada nos navios da Confederação de 1863 a 1865. O desenho criado pelo caroliniano William Porcher Miles foi originalmente planejado para se tornar a bandeira oficial da Confederação, mas foi rejeitado pelo governo de Jefferson Davis. Ela foi usada por várias unidades do exército confederado, como o Exército do Tennessee, como um emblema de batalha.

## Controvérsias

Bandeira da Geórgia de 1956 a 2001

Bandeira do Mississippi de 1894 a 2020

Atualmente, a bandeira confederada (bandeira de Dixie ou bandeira de batalha confederada) ainda é objeto de controvérsia e alimenta a tensão racial. Para os antirracistas, ela se tornou mais um símbolo do movimento supremacista branco do que um símbolo dos estados do sul. Para a maioria dos afro-americanos, a bandeira simboliza as leis Jim Crow, a escravidão, o racismo e a Ku Klux Klan, cujos seguidores se apropriaram amplamente dela.
Mas ela também está sempre presente em debates públicos, onde sempre simboliza o ato de secessão, como um gesto de reprovação a Washington.
Em abril de 2000, o Senado da Carolina do Sul teve que remover a bandeira confederada que estava hasteada desde 1962 da cúpula do Capitólio e devolvê-la a um monumento aos mortos confederados. Ela foi finalmente removida em 2015, após o massacre de Charleston.
Em 1955, a legislatura da Geórgia adotou uma nova bandeira incorporando a cruz saltire da bandeira de batalha confederada. Em janeiro de 2001, após anos de controvérsia alimentada por organizações de direitos civis, o governador conseguiu que o legislativo adotasse uma nova bandeira que reduzia o emblema. Em novembro de 2002, os eleitores encerraram o mandato de Roy Barnes, o governador democrata, votando pela primeira vez em 130 anos em um governador republicano, Sonny Perdue, que havia prometido um referendo sobre o assunto. Em 2004, para pôr fim à controvérsia, a escolha de uma nova bandeira inspirada nos "Stars and Bars" confederadas foi aprovada por 75% dos eleitores em um referendo consultivo.
Em 1894, o Mississippi adotou uma bandeira que incorporava a bandeira de batalha confederada. Em 2001, uma proposta inicial do governador democrata Ronnie Musgrove para substituir essa bandeira foi rejeitada em um referendo por 65% dos eleitores do Mississippi. Em 2020, após o assassinato de George Floyd, que trouxe a memória da escravidão de volta ao primeiro plano do cenário político americano, o Mississippi finalmente adotou uma bandeira que não incluía o emblema dos Estados Confederados.